# Opowieść o dwóch miastach (film 1911)
Opowieść o dwóch miastach (ang. A Tale of Two Cities) – amerykański film niemy z 1911 roku będący adaptacją utworu Karola Dickensa o tym samym tytule.

## Obsada
- Maurice Costello – Sydney Carton
- Florence Turner – Lucie Manette
- John Bunny
- Norma Talmadge – Kobieta w drodze na gilotynę
- William J. Humphrey – Książę D'Evremon
- Florence Foley
- Kenneth Casey – syn księcia
- Ralph Ince
- James W. Morrison – Brat chłopa
- Julia Swayne Gordon
- Charles Kent – Dr. Manette
- Tefft Johnson
- Leo Delaney – Darnay
- William Shea
- Mabel Normand
- Earle Williams
- Edith Storey
- Lillian Walker – Siostra chłopa
- Helen Gardner
- Dorothy Kelly
- Edwin R. Phillips
- Eleanor Radinoff
- Anita Stewart
- Lydia Yeamans Titus